# Cronologia do Império do Brasil
Esta é uma cronologia do regime monárquico no Brasil, desde a criação do Reino do Brasil à queda do Império do Brasil.

## 1815

### Reino do Brasil
- 16 de dezembro: Brasil elevado a Reino Unido de Portugal e Algarves.

## 1816
- 20 de março: morre Maria I e príncipe regente João assume o trono como João VI.
- 26 de março: Missão Artística Francesa chega ao Brasil.

## 1817
- 6 de março: desencadeada a Revolução Pernambucana.

## 1820
- 8 de julho: através de decreto de João VI, Capitania de Sergipe foi emancipada da Capitania da Bahia, São Cristóvão torna-se, então, a capital.
- 14 de julho: É fundada a Bolsa de Valores do Rio de Janeiro.
- 24 de agosto: desencadeada a Revolução Liberal do Porto.

## 1821
- 28 de fevereiro: as capitanias são transformadas em províncias ultramarinas, pelas Cortes Gerais e Extraordinárias da Nação Portuguesa.
- 26 de abril: retorno da Corte Portuguesa a Portugal.
- 31 de julho: O atual Uruguai é anexado ao Reino Unido de Portugal, Brasil e Algarves, o qual, desde esse momento, toma o nome de Província da Cisplatina.

## 1822
- 9 de janeiro: o príncipe regente Pedro decide ficar no Brasil e não retornar a Portugal, dando origem a Dia do Fico.
- 9 de janeiro: Jorge de Avilez Juzarte de Sousa Tavares, comandante das Armas da Corte e província do Rio de Janeiro, à frente dos soldados portugueses, toma posição no Morro do Castelo e no litoral da cidade do Rio de Janeiro contra o príncipe regente d. Pedro.[1]
- 16 de janeiro: José Bonifácio de Andrada e Silva é nomeado Ministério do Reino e Estrangeiros.
- 19 de fevereiro: Insurreição pela independência da Bahia. Morre a freira Joana Angélica.
- 26 de fevereiro: O Conselho de Procuradores de Províncias é criado.
- 25 de março: o príncipe regente Pedro inicia viagem por Minas Gerais, passando pelas vilas de Barbacena, São João del-Rei e Vila Rica.
- 4 de maio: Decreto proíbe a aplicação de qualquer medida das Cortes de Lisboa sem o “cumpra-se” de d. Pedro.[1]
- 13 de maio: Pedro é aclamado com o título de Defensor Perpétuo do Brasil, pelo Senado da Câmara Municipal do Rio de Janeiro.[2]
- 23 de maio: Confronto entre tropas portuguesas e brasileiras na Bahia.[1]
- 3 de junho: Deputados brasileiros vão para as cortes de Lisboa.
- 3 de julho: O Ministério da Justiça é criado.
- 17 de julho: Pedro extingue sistema de sesmarias de terras.
- 1 de agosto: O governo brasileiro proíbe desembarque de tropas portuguesas.[1]
- 2 de agosto: Pedro ingressa na maçonaria, depois do ritual passou a ser chamado pelo codinome Pedro Guatimozim.[3]
- 6 de agosto: Publicação do Manifesto do príncipe regente do Reino do Brasil aos governos e nações, em que pedia apoio à causa da independência e conclamava à manutenção das relações políticas e comerciais com o Brasil.[1]
- 14 de agosto: Pedro viaja para São Paulo.
- 25 de agosto: Pedro chega a São Paulo.

### Império do Brasil
- 7 de setembro: A Independência do Brasil é proclamada por Pedro I em São Paulo. O Sino da Independência do Brasil anuncia a liberdade da nova nação.
- 18 de setembro: O brasão de armas e bandeira do Império do Brasil são instituídas por decreto.
- 12 de outubro: Pedro é aclamado imperador, tornando-se Pedro I do Brasil.
- 28 de outubro: José Bonifácio de Andrada e Silva, secretário de Estado dos Negócios do Reino e Estrangeiros, e seu irmão Martim Francisco, secretário dos Negócios da Fazenda, exoneram-se de seus cargos, mas são reintegrados dias depois.[1]
- 8 de novembro: Batalha de Pirajá (Guerra da Independência do Brasil).
- 1 de dezembro: Pedro I é coroado Imperador do Brasil. A Imperial Guarda de Honra é criada. A Ordem Imperial do Cruzeiro é instituída.

## 1823
- 7 a 9 de janeiro: Batalha de Itaparica (Guerra da Independência do Brasil).
- 8 de janeiro: Decreto cria um regimento e três batalhões com a denominação de Regimento de Estrangeiros.[1]
- 18 de janeiro: Decreto cria o Batalhão do imperador.[1]
- 24 de janeiro: fim da guerra de independência no Piauí.
- 11 de fevereiro: Ocorre a Batalha do rio Cotejipe (Guerra da Independência do Brasil).
- 13 de março: Batalha do Jenipapo (Guerra da Independência do Brasil): Tropas portuguesas expulsas pelos brasileiros do Piauí.
- 29 de março: Decreto declara o bloqueio do porto de Salvador, sob o comando de lord Thomas Cochrane, com o objetivo de forçar a rendição das forças portuguesas que resistiam à independência na Bahia.[1]
- 3 de maio: A Assembleia Geral Constituinte e Legislativa do Império é instalada no Rio de Janeiro.
- 4 de maio: Batalha de 4 de maio de 1823.
- 24 de maio: Decreto extingue a Administração do Dízimo do Açúcar existente no Tesouro Público do Rio de Janeiro.[1]
- 23 de junho: Desaprovação da independência e desmembramento do norte da província de Goiás do governo da província, por portaria.
- 2 de julho: Tropas portuguesas se rendem aos brasileiros na Bahia. Fim da Federação do Guanais.
- 17 de julho: Nomeação do segundo gabinete ministerial do Império, após a demissão dos irmãos José Bonifácio e Martim Francisco de Andrada dos respectivos cargos de secretário dos Negócios do Império e Estrangeiros e secretário da Fazenda.[1]
- 18 de julho: Fim da guerra de independência na Bahia.
- 20 de julho: Fim da guerra de independência no Maranhão.
- 28 de julho: No Maranhão, a rendição dos portugueses é declarada.
- 30 de julho: Decisão n. 113 concede liberdade aos escravos que serviram nas fileiras do exército brasileiro contra as tropas portuguesas na luta da independência na Bahia.[1]
- 6 de agosto: Oficialização da independência das capitanias do Piauí, Ceará e Maranhão pela junta militar.[1]
- 6 de agosto: Fim da guerra da independência no Pará.[1]
- 1 de setembro: Apresentação do primeiro projeto de Constituição brasileira pelo deputado relator Antônio Carlos Ribeiro de Andrada Machado e Silva.[1]
- 7 de setembro: José Bonifácio de Andrada e Silva e Martim Francisco Ribeiro de Andrada pedem demissão.
- agosto: fim da guerra de independência na província do Grão-Pará.
- 15 de outubro: Revolta de milicianos brasileiros contra oficiais e negociantes portugueses no Pará, dando início à onda de saques a lojas e residências de negociantes portugueses e ingleses.[1]
- 19 de outubro: No Pará, 256 presos nas revoltas populares são transferidos da cadeia pública para os porões do brigue Palhaço, de onde apenas quatro sairiam vivos.[1]
- 23 de outubro: Expulsão das tropas portuguesas da Província Cisplatina.
- 23 de outubro: Decisão n. 155, declara 7 de setembro e 12 de outubro dias de festa nacional.[1]
- 10 de novembro: Nomeação do terceiro gabinete ministerial do Império.
- 11 e 12 de novembro: Noite da Agonia, a Assembleia Geral Constituinte permanece em sessão após incidentes entre brasileiros e portugueses.
- 12 de novembro: A Assembleia Geral Constituinte e Legislativa do Império é dissolvida.
- 13 de novembro: O Conselho de Estado é criado, encarregado de elaborar a Constituição do país.[1]
- 17 de novembro: Decreto determina a realização de eleições para deputados da nova Assembleia Geral Constituinte.
- 18 de novembro: Os brasileiros tomam a cidade de Montevidéu.
- 22 de novembro: Decreto declara a liberdade de imprensa e define as penas para abusos cometidos nos casos de ataque à religião, ao governo e à ordem do Império.[1]
- 16 de dezembro: Adesão de Goiás à Independência do Brasil.[1]
- 17 de dezembro: Decisão n. 179 determina a remessa às câmaras municipais do projeto de Constituição elaborado pelo Conselho de Estado.[1]

## 1824
- 3 de janeiro: Decisão n. 2 determina a expulsão dos portugueses que não jurassem fidelidade à causa do Brasil.[1]
- 7 de janeiro: Chega ao Rio de Janeiro o navio holandês Argus trazendo imigrantes alemães.
- 25 de março: É outorgada a primeira constituição brasileira por Pedro I.
- 26 de maio: Os Estados Unidos da América são o primeiro país das Américas a reconhecer a Independência do Brasil (mais de um ano antes de Portugal ou qualquer outro país europeu).[4]
- 2 de julho: É proclamada a Confederação do Equador, revolta republicana e separatista, em Recife, Pernambuco.
- 7 de julho: Anexação da Comarca de São Francisco, desmembrada de Pernambuco, à Minas Gerais, por decreto.
- 14 de julho: A Confederação do Equador assume o poder na Paraíba.[1]
- 25 de julho: Os primeiros imigrantes alemães chegam ao Rio Grande do Sul.
- 2 de agosto: Envio de tropas imperiais por mar e terra para combater os revoltosos de Pernambuco.[1]
- 3 de agosto: A Confederação do Equador chega ao Rio Grande do Norte.[1]
- 17 de setembro: As tropas imperiais dominam Recife e Olinda.[1]
- 5 de outubro: Carta imperial manda proceder à devassa contra o chefe e os partidários da Confederação do Equador.[1]
- 29 de novembro: As forças confederadas se rendem ao exército brasileiro. Fim da Confederação do Equador.
- 1 de dezembro: Juramento da Constituição do Império em Pernambuco.[1]
- 4 de dezembro: Juramento da Constituição do Império no Ceará.[1]

## 1825
- 10 de janeiro: Decisão n. 12 recomenda aos presidentes das províncias que remetam ao conselheiro José da Silva Lisboa cópias de documentos, memórias e quaisquer papéis de caráter oficial que contribuam para a escrita da história do país.[1]
- 13 de janeiro: Frei Caneca e outros membros da Confederação do Equador são condenados e executados em Recife.
- 25 de fevereiro: Decreto manda julgar Cipriano José Barata de Almeida, João Mendes Viana e outros participantes da Confederação do Equador posteriormente sentenciados a prisão perpétua.[1]
- 9 de março: O México reconhece a independência do Brasil.[4]
- 9 de abril: Decisão n. 85 determina a construção de um monumento em memória da proclamação da Independência do Brasil no sítio do Ipiranga, em São Paulo.[1]
- 15 de abril: Alvará concede o título de Imperial Cidade a Montevidéu, no Uruguai.[1]
- 19 de abril: Início da Guerra da Cisplatina.
- 18 de maio: Decreto suspende provisoriamente as formalidades que garantiam a liberdade individual na Província Cisplatina.
- 25 de agosto: Uruguai declara a independência do Brasil.
- 27 de agosto: Remoção dos índios de Água Azeda em Sergipe.
- 29 de agosto: Portugal reconhece a independência do Brasil. O Tratado do Rio de Janeiro é assinado entre Brasil e Portugal.
- 24 de setembro: Batalha de Rincón (Guerra da Cisplatina).
- 12 de outubro: Batalha de Sarandi (Guerra da Cisplatina).
- 18 de outubro: O Reino Unido da Grã-Bretanha e Irlanda reconhece a independência do Brasil.[4]
- 26 de outubro: A França reconhece a independência do Brasil.[4]
- 7 de novembro: O jornal Diário de Pernambuco é fundado.
- 21 de novembro: Formação do quarto gabinete ministerial do Império.[1]
- 2 de dezembro: Decreto cria uma comissão encarregada de propor um plano geral de colonização para todas as províncias.[1]
- 2 de dezembro: Nascimento de d. Pedro II, futuro imperador do Brasil.
- 10 de dezembro: No Rio de Janeiro, Pedro I declara guerra ao Governo das Províncias Unidas do Rio da Prata.
- 21 de dezembro: D. Pedro I decreta o bloqueio naval dos portos argentinos.[1]
- 30 de dezembro: A Áustria reconhece a independência do Brasil.[4]

## 1826
- 5 de janeiro: A Suécia reconhece a independência do Brasil.[4]
- 8 de janeiro: Assinatura do Tratado de Amizade, Navegação e Comércio entre o Brasil e a França.[4]
- 21 de janeiro: Nomeação do quinto gabinete ministerial do Império.[1]
- 22 de janeiro:  Decreto nomeia os senadores do Império.[1]
- 23 de janeiro: O Vaticano reconhece a independência do Brasil.[4]
- 30 de janeiro: A Suíça reconhece a independência do Brasil.[4]
- Fevereiro: Bloqueio do rio da Prata pelas forças navais brasileiras.[1]
- 15 de fevereiro: Os Países Baixos (Holanda) reconhecem a independência do Brasil.[4]
- 6 de março: A Prússia reconhece a independência do Brasil.[4]
- 3 de maio: Pedro I abdica da coroa de Portugal em favor de sua filha, a princesa Maria da Glória, depois rainha Maria II.
- 6 de maio: A Assembleia Geral do Império é instalada no Rio de Janeiro.
- 11 de junho: Batalha de Los Pozos (Guerra da Cisplatina).
- 9 de setembro: Lei marca as datas de 9 de janeiro, 25 de março, 3 de maio, 7 de setembro e 12 de outubro como dias de festividade nacional.[1]
- 5 de novembro: A Academia Imperial de Belas Artes é inaugurada por Pedro I e sua filha Maria II.
- 23 de novembro: Proibição do tráfico negreiro ao norte do Equador.
- 11 de dezembro: Morre a Imperatriz Maria Leopoldina de Habsburgo-Lorena.

## 1827
- 14 de janeiro: Rússia reconhece a independência do Brasil.[1]
- 15 de janeiro: Nomeação do sexto gabinete ministerial do Império.
- 13 de fevereiro: Batalha de Vacacai (Guerra da Cisplatina).
- 16 de fevereiro: Batalha de Umbu (Guerra da Cisplatina).
- 20 de fevereiro: Batalha do Passo do Rosário (Guerra da Cisplatina), com vitória da Argentina.
- 7 de abril: Batalha naval de Monte Santiago (Guerra da Cisplatina), com vitória do Brasil.
- 25 de abril: Assinatura da Convenção Preliminar de Paz entre o Brasil e as Províncias Unidas do Rio da Prata.[1]
- 9 de julho: Assinatura do Tratado de Comércio e Navegação com a Prússia, no Rio de Janeiro.[1]
- 11 de agosto: Os primeiros cursos de Direito são criados em São Paulo e Olinda.
- 17 de agosto: Assinatura do Tratado de Amizade, Navegação e Comércio entre Brasil e Reino Unido da Grã-Bretanha e Irlanda.[1]
- 15 de outubro: O Observatório Nacional é criado.
- 15 de outubro: Cria-se escolas de primeiras letras em todas as cidades, vilas e lugares mais populosos do Império.[1]
- 26 de outubro: Lei extingue as casas de permuta e reduz em 5% o imposto do quinto sobre o ouro.[1]
- 20 de novembro: Nomeação do sétimo gabinete ministerial do Império.[1]

## 1828
- 18 de maio: Batalha de Las Piedras, termina o conflito entre o Brasil e o Uruguai.
- 9 a 11 de julho: Revolta dos Mercenários no Rio de Janeiro.
- 21 de agosto: Decreto suspende os efeitos do decreto de 18 de maio de 1825, que interrompeu provisoriamente as formalidades constitucionais sobre a liberdade individual na Província Cisplatina.[1]
- 27 de agosto: O Tratado do Rio de Janeiro (1828) é assinado pelo Brasil e Províncias Unidas do Rio da Prata (atual Argentina), estabelecendo a independência da República Oriental do Uruguai.
- 18 de setembro: O Supremo Tribunal de Justiça, composto por 17 Ministros, é criado.
- 22 de setembro: São extintos os Tribunais do Desembargo do Paço e a Mesa da Consciência e Ordens pela lei.
- 24 de setembro: Lei taxa em 15% os direitos de importação de mercadorias e gêneros estrangeiros.[1]

## 1829
- 1 de fevereiro: Revolta popular iniciada na cidade de Santo Antão, em Pernambuco, instala a República dos Afogados.[1]
- 27 de fevereiro: Decreto suspende provisoriamente as formalidades constitucionais que garantiam a liberdade individual em Pernambuco.[1]
- 18 de março: O Tratado de Amizade e Comércio é assinado entre Brasil e Estados Unidos.
- 1 de abril: Pedro I do Brasil declara guerra a Miguel de Portugal.
- 2 de agosto: Pedro I casa-se com Amélia de Beauharnais, sua segunda esposa.
- 25 de novembro: Decreto cria a Comissão de Estatística Geográfica e Natural, Política e Civil.[1]
- 2 de dezembro: A primeira Exposição de Belas-Artes é realizada no Rio de Janeiro.
- 4 de dezembro: Nomeação do oitavo gabinete ministerial do Império.[1]
- 11 de dezembro: Extinção do Banco do Brasil, após o término do prazo estatutário de seu funcionamento, estabelecido pelo alvará de 12 de outubro de 1808.[1]

## 1830
- 12 de fevereiro: Decreto estabelece uma comissão para organizar um novo sistema monetário.[1]
- 13 de março: a Armada Imperial Brasileira finda sua base naval da Divisão Naval do Leste no território de Cabinda (atualmente uma província de Angola), que era efetivamente o único território colonial brasileiro fora da América do Sul.[5]
- 19 de maio: O tráfico de escravos é considerado ilegal.
- 20 de novembro: O jornalista Líbero Badaró é assassinado, falecendo no dia seguinte.
- 16 de dezembro: O Código Criminal é promulgado.

## 1831
- 11 de março: Pedro I retorna ao Rio de Janeiro.
- 13 e 15 de março: Noite das Garrafadas, conflito político em que portugueses e brasileiros se enfrentam nas ruas do Rio de Janeiro por ocasião das festas de apoio a d. Pedro I após seu regresso de Minas Gerais.
- 19 de março: Nomeação do nono gabinete ministerial do Império com a recondução de seus antigos membros.[1]
- 5 de abril: D. Pedro dissolve o gabinete de 19 de março e nomeia o décimo gabinete ministerial do Império
- 6 de abril: Ocorre uma grande manifestação popular no Rio de Janeiro.
- 7 de abril: Pedro I abdica em favor de seu filho Pedro de Alcântara.
- 7 de abril: Nomeação de José Bonifácio tutor dos príncipes residentes no Brasil.
- 7 de abril: A Assembleia Geral nomeia uma Regência Trina Provisória, cujos membros são: Marquês de Caravelas, Francisco de Lima e o Senador Vergueiro, dando início ao Período Regencial.
- 7 de abril: A Regência Trina Provisória nomeia o Visconde de Goiana Ministro do Império.
- 9 de abril: Aclamação de d. Pedro II imperador do Brasil.[1]
- 13 de abril: Pedro I volta a Portugal junto com a imperatriz Amélia.
- 14 de abril: O Hino Nacional Brasileiro é executado pela primeira vez.
- 4 de maio: Decreto reorganiza as tropas de primeira linha do Império.[1]
- 17 de junho: A Regência Trina Permanente, composta por Francisco de Lima e Silva, José da Costa Carvalho e João Bráulio Muniz, é eleita pela Assembleia Geral.
- 18 de agosto: A Guarda Nacional é criada.
- 13 de setembro: Revolta de soldadesca do 14º Batalhão de tropa de linha com a adesão de outros corpos, em Pernambuco (Setembrada).
- 14 de setembro: Revolta de soldados do 14º Batalhão de Tropa de Linha de Pernambuco contra os portugueses, com a adesão de outros corpos militares, também chamada de Setembrada.[1]
- 4 de outubro: Lei reorganiza a administração fazendária: transforma o Tesouro Nacional em Tesouro Público Nacional; extingue o Conselho de Fazenda e as repartições do Tesouro; cria a Secretaria, a Contadoria-Geral da Revisão, a Tesouraria-Geral e o Cartório; extingue também as juntas da Real Fazenda e estabelece, em seu lugar, as tesourarias das províncias.
- 6 a 7 de outubro: Levante do Corpo de Artilharia da Marinha na ilha das Cobras, no Rio de Janeiro.[1]
- 27 de outubro: Lei revoga as cartas régias que mandaram fazer guerra aos índios e submetê-los à servidão.
- 7 de novembro: Declaração de liberdade a todos os escravos que entrassem no Império a partir desta data por lei.
- 15 de novembro: Novembrada, revolta contra os portugueses em Recife.[1]
- 14 de dezembro: Rebelião liderada por Pinto Madeira em Jardim, no sertão do Ceará, com o objetivo de reconduzir d. Pedro I ao trono.[1]

## 1832
- Sem data: Início da Cabanada, rebelião de caráter popular que se desenrolou na área rural de Pernambuco e Alagoas, liderada por Vicente de Paula, em defesa do retorno de d. Pedro I ao trono.
- 20 de fevereiro: Charles Darwin, a bordo do HMS Beagle, chega a Fernando de Noronha.[6]
- 3 e 4 de abril: Revolta dos militares liberais exaltados das fortalezas das ilhas das Cobras e Villegagnon, no Rio de Janeiro, em defesa dos princípios federalistas e republicanos.[1]
- 12 de abril: Decreto regulamenta a execução da lei de 7 de novembro de 1831 que abolia o tráfico de escravos para o Brasil.[1]
- 14 de abril: Abrilada, levante militar em Recife com o objetivo de reconduzir d. Pedro I ao trono brasileiro.
- 17 de abril: Revolta no Rio de Janeiro integrada por civis e militares e liderada pela facção política dos ‘caramurus’, em defesa da Constituição de 1824 e da monarquia centralizada.[1]
- 30 de julho: Fracassa o golpe de Estado liderado pelos padres Diogo Antônio Feijó, José Bento Leite Ferreira de Melo e José Custódio Dias, cujo objetivo era fazer aprovar a Constituição de Pouso Alegre pela Assembleia Geral.[1]
- 29 de novembro: O Código de Processo Criminal é promulgado.

## 1833
- 22 de março: Revolta do Ano da Fumaça.
- 26 de abril: Revolta do Forte do Mar na Bahia.
- 13 de maio: desencadeada a Revolta de Carrancas.
- 8 de outubro: Lei fixa novo padrão monetário, estabelece um banco de circulação e depósito, autoriza o governo a celebrar contratos para mineração, altera o imposto do selo e cria a taxa anual dos escravos.[1]
- 11 de outubro: Decreto concede anistia aos participantes das revoltas de Panelas e Jacuípe, nas províncias de Alagoas e Pernambuco, focos da Cabanada, e aos que atuaram nas revoltas do Pará e Maranhão.[1]
- 22 de outubro: Decreto separa a Academia de Marinha da Academia Militar da Corte.[7]
- 14 de dezembro: Decreto suspende José Bonifácio de Andrada e Silva do exercício da função de tutor do imperador d. Pedro II e suas irmãs, e determina seu exílio na ilha de Paquetá, no Rio de Janeiro.

## 1834
- 16 de janeiro: Revolta da Guarda Nacional (Carneirada) no campo dos Canecas.
- 30 de maio: Revolta em Cuiabá. Matança de portugueses durante a Rusga, em Mato Grosso.
- 12 de agosto: O Ato Adicional, também conhecido como a Lei das Reformas Constitucionais, é proclamado por lei com o estabelecimento da Regência Una.
- 3 de outubro: Lei estabelece o regimento dos presidentes de província e extinção dos conselhos gerais provinciais.[1]
- 24 de setembro: Pedro I, primeiro imperador do Brasil, morre em Queluz, Portugal.

## 1835
- Sem data: Apresentação do projeto favorável à antecipação da maioridade de d. Pedro II na Assembleia Geral.[1]
- 6 de janeiro: Início da Cabanagem, no Pará, revolta popular que começou em Belém e atingiu o interior do Pará.[1]
- 21 a 22 de janeiro: Segunda Carneirada, revolta militar em Pernambuco, novamente liderada pelos irmãos Carneiro, de inspiração liberal, que pretendia perseguir cabanos restauradores.[1]
- 24 de janeiro: Revolta dos Malês em Salvador.
- 1 de fevereiro: A Assembleia Provincial é instalada no Rio de Janeiro.
- 4 de março: A Assembleia Provincial é instalada no Piauí.
- 4 de março: Decisão n. 60 dispõe sobre a repressão à Revolta dos Malês, na Bahia, autorizando, entre outras providências, a deportação ou desterro dos suspeitos de participação.[1]
- 17 de março: Terceira Carneirada, rapidamente contida pelo governo provincial.[1]
- 3 de julho: A Assembleia Provincial é instalada no Mato Grosso.
- 7 de abril: Ocorre a eleição para a Regência Una.
- 20 de setembro: Início da Guerra dos Farrapos no Rio Grande do Sul.
- 22 de setembro: Lei suspende, no Pará, as garantias do art. 179 da Constituição do Império, referentes, entre outros aspectos, à prisão sem culpa formada.[1]
- 6 de outubro: Carta de lei estabelece o processo de recrutamento militar em todo o Império.[1]
- 6 de outubro: Decreto estende às províncias de Pernambuco e Alagoas a anistia concedida aos envolvidos em crimes políticos nas províncias de Minas Gerais e Rio de Janeiro pelo decreto de 19 de junho.[1]
- 12 de outubro: Posse de Diogo Feijó como Regente Único do Império.
- 31 de outubro: Decreto nº 101, autorizando a construção de ferrovias no país.[8]
- 31 de dezembro: Invasão francesa na margem direita do rio Oiapoque, na província do Pará.[1]

## 1836
- 15 de junho: Recuperação de Porto Alegre pelos legalistas.
- 1 de agosto: Charles Darwin, a bordo do HMS Beagle, retorna à Bahia.
- 10 de setembro: Batalha do Seival (Revolução Farroupilha).
- 11 de setembro: O coronel farroupilha Antônio de Sousa Neto proclama a República Rio-Grandense (também conhecida como a República do Piratini), com a sede de Piratini.
- 3 a 4 de outubro: Batalha do Fanfa (Revolução Farroupilha).
- 4 de outubro: Derrota das tropas de Bento Gonçalves, chefe dos farroupilhas, no rio Jacuí.
- 11 de outubro: Lei suspende, provisoriamente, na província de São Pedro do Rio Grande do Sul alguns dos direitos civis e políticos garantidos pela Constituição do Império.[1]
- 25 de outubro: Cemiterada, levante popular contra a decisão do governo da Bahia de proibir o enterramento em igrejas e conceder a uma empresa o monopólio de exploração do Cemitério do Campo Santo.[1]
- 6 de novembro: A República de Piratini é estabelecida. Bento Gonçalves é aclamado presidente da proclamada República Farroupilha.

## 1837
- 7 de janeiro: A primeira Câmara Municipal de Uberaba (MG) é instalada.
- 16 de março: A Companhia de Municipais Permanentes é criada.
- 16 de maio: Queda do ministério escolhido por Diogo Feijó.
- 10 de setembro: Bento Gonçalves, líder da República Farroupilha, foge da prisão.
- 19 de setembro: Diogo Antônio Feijó deixa o cargo de Regente do Império, substituído por Araújo Lima.
- 28 de setembro: Lei anula as sentenças proferidas pelos tribunais de Lisboa sobre recursos interpostos pelas autoridades judiciais das províncias do Ceará, Piauí, Maranhão e Pará durante o processo de independência.
- 6 de outubro: Pedro de Araújo Lima é proclamado novo regente provisório do Império.[1]
- 12 de outubro: Decreto prorroga por mais um ano, nas províncias do Pará e São Pedro do Rio Grande do Sul, a suspensão das garantias civis e políticas asseguradas constitucionalmente e autoriza o governo a conceder anistia geral ou particular às pessoas envolvidas em crime de sedição e de rebelião.[1]
- 7 de novembro: Início da Sabinada.
- 18 de novembro: O Corpo Policial da Província de São Pedro do Rio Grande do Sul é criado.

## 1838
- 2 de janeiro: O Arquivo Público Nacional é instituído no Rio de Janeiro.
- 24 de fevereiro: Regulamento manda formar uma coleção das decisões do governo do Império.[1]
- 28 de fevereiro: A Assembleia Provincial é instalada no Pará.
- 16 de março: Fim da Sabinada.
- 5 de abril: Morte de José Bonifácio de Andrada e Silva, Patriarca da Independência, em Niterói.[1]
- 25 de março: O Colégio Dom Pedro II é inaugurado no Rio de Janeiro.
- 22 de abril: Eleição para regente, com a vitória de Pedro de Araújo Lima.[1]
- 2 de outubro: O Instituto Histórico e Geográfico Brasileiro é fundado no Rio de Janeiro.[9]
- 5 de novembro: Rebelião de escravos nas fazendas do capitão-mor Manuel Francisco Xavier, em Vassouras, no Rio de Janeiro.
- 13 de dezembro: Início da Balaiada, revolta de caráter popular e inspiração liberal que começou no interior do Maranhão e atingiu Piauí e Ceará.

## 1839
- 14 de fevereiro: O governo farroupilha transfere sua capital para Caçapava.[1]
- 21 de março: Início da Guerra Grande.
- 4 de abril: a Escola de Farmácia é criada em Ouro Preto, Minas Gerais.
- 24 de julho: A República Juliana é um estado republicano proclamado no atual estado de Santa Catarina.
- 1 de agosto: Rendição da cidade de Caxias aos balaios.
- 6 de setembro: Manuel Congo, líder de levante de escravos, é enforcado no Rio de Janeiro.
- 10 de setembro: Batalha do Seival (Guerra dos Farrapos).
- 15 de novembro: Fim da República Juliana.
- 9 de dezembro: Maceió é estabelecido como capital de Alagoas.

## 1840
- Sem data: Início do cultivo do café com utilização de mão de obra livre em São Paulo.[1]
- 4 de fevereiro: A expedição pacificadora chega ao Maranhão.
- 11 de março: Decreto cria os asilos de inválidos para praças na Corte e províncias do Pará, Rio Grande de São Pedro do Sul e Mato Grosso.[1]
- 25 de março: Rendição final dos cabanos. Termina a Cabanagem.[10][11]
- 15 de abril: A Sociedade Promotora da Maioridade é fundada no Rio de Janeiro.
- 6 de maio: A Colônia Militar Dom Pedro II é inaugurada (no Amapá).
- 21 de julho: Câmara aprova o projeto de dispensa de idade de Pedro II.
- 23 de julho: A maioridade de Pedro II é decretada pela Assembleia Geral.
- 24 de julho: Composição do primeiro gabinete ministerial da maioridade.
- 24 de julho: Golpe da Maioridade - Pedro II assume o trono, com apenas 14 anos, 7 meses e 22 dias.
- 22 de agosto: Decisão n. 244 concede anistia aos envolvidos em crimes políticos nas províncias.

## 1841
- 19 de janeiro: Fim da Balaiada no Maranhão.
- 23 de março: Organização de novo Ministério (Gabinete Palaciano), presidido pelo Marquês de Paranaguá.
- 4 de abril: A Sociedade de Medicina de Pernambuco é fundada.
- 7 de abril: Paróquia Santíssimo Sacramento é criada em Taquaraçu de Minas, Minas Gerais.
- 22 de abril: Fim da Balaiada no Piauí.
- 18 de julho: Pedro II é aclamado e coroado como o segundo imperador.
- 23 de novembro: Lei n. 234 cria o Conselho de Estado.
- 27 de novembro: A Real Conservatório de Música do Rio de Janeiro é criada.
- 3 de dezembro: Reforma do Código de Processo Criminal de 1832 por lei.

## 1842
- 1 de maio: A Assembleia Geral é dissolvida pela primeira vez por decreto.
- 17 de maio: Revolta Liberal em Minas Gerais e São Paulo.
- 10 de junho: Início da Revolução de 1842, em Barbacena, Minas Gerais.
- 7 de agosto: A Associação Brasileira dos Advogados é fundada.
- 20 de agosto: Termina a Revolta Liberal com a vitória de Duque de Caxias na Batalha de Santa Luzia, Minas Gerais.
- 4 de setembro: Pedro II casa-se com a princesa Teresa Cristina Maria de Bourbon.
- 29 de novembro: Estabelecimento do selo postal.

## 1843
- 8 de fevereiro: A Constituição da República Rio-Grandense é aprovada em Alegrete.
- 16 de março: Petrópolis é criada por decreto de Pedro II.
- 30 de maio: Pedro II, de 18 anos, casa-se com Teresa Cristina Maria de Bourbon, princesa das Duas Sicílias, de 21 anos, em Nápoles.
- 1 de agosto: É lançada a primeira série de selos postais no país, o Olho-de-Boi.
- 3 de setembro: Teresa Cristina chega ao Rio de Janeiro.[12]

## 1844
- 2 de fevereiro: Início do Quinquênio Liberal.
- 14 de março: Decreto n. 342 determina a anistia dos participantes das revoltas liberais de 1842.[1]
- 24 de maio: A Câmara do Rio de Janeiro é dissolvida.
- 12 de agosto: É promulgada a tarifa Alves Branco.
- 14 de setembro: O governo brasileiro reconhece a independência do Paraguai.
- 4 de outubro: Revolta dos Lisos, em Alagoas, liderada por conservadores contra o governo liberal da província.[1]
- 14 de novembro: Batalha dos Porongos (Revolução Farroupilha).

## 1845
- 1 de março:  David Canabarro assina o Tratado de Poncho Verde com Caxias. Fim da Guerra dos Farrapos e da República Rio-Grandense.
- 6 de agosto: Pedro II viaja para as províncias do Sul.[12]
- 8 de agosto: Bill Aberdeen é aprovada pelo Parlamento da Grã-Bretanha e proíbe o comércio de escravos nos navios entre a África e a América.
- 30 de agosto: Caxias é escolhido senador pelo imperador.

## 1846
- 5 de maio: Nomeação de gabinete ministerial presidido pelo Visconde de Albuquerque.
- 19 de agosto: A primeira lei eleitoral, elaborada pelo Poder Legislativo, é assinada pelo Imperador.
- 17 de outubro: A Biblioteca da Marinha é criada.

## 1847
- 22 de maio: Nomeação de gabinete ministerial presidido pelo Visconde de Caravelas.
- 20 de junho: Criação da Presidência do Conselho de Estado assumida por Alves Branco, por decreto.
- 31 de julho: O Liceu de Sergipe é fundado.

## 1848
- 8 de março: Início do gabinete ministerial presidido por José Carlos Pereira de Almeida Torres, visconde de Macaé.
- 31 de maio: Início do gabinete ministerial presidido por Francisco de Paula Souza e Mello.
- 29 de setembro: Fim do quinquênio liberal.
- 29 de setembro: Início do gabinete ministerial presidido por Pedro de Araújo Lima, visconde de Olinda.
- 24 de outubro: a Vila de Manaus, é elevada à categoria de cidade.
- 7 de novembro: Início da Praieira, em Pernambuco.

## 1849
- 3 de fevereiro: Os rebeldes da Revolução Praieira se rendem (Pernambuco).
- 19 de fevereiro: Pedro II autoriza a dissolução da Assembleia Geral.
- 19 de março: A revolta de escravos acontece no Espírito Santo (Insurreição do Queimado).
- 5 de maio: A cidade de Joinville é fundada por imigrantes alemães.
- 4 de agosto: Anita Garibaldi, heroína brasileira, morre na Itália.
- 6 de outubro: Início do gabinete ministerial presidido por José da Costa Carvalho, visconde de Monte Alegre.

## 1850
- 26 de janeiro: Última batalha e fim da Revolução Praieira.[1]
- 25 de junho: O Código Comercial é promulgado.
- 4 de setembro: Lei Eusébio de Queirós é promulgada, extinguindo o tráfico negreiro para o Brasil.
- 5 de setembro: É criada a Província do Amazonas.
- 18 de setembro: A Lei de Terras é promulgada.
- 19 de setembro: O estatuto da Guarda Nacional é reformado.

## 1851
- 10 de março: Os primeiros imigrantes chegam à Colônia Dona Francisca (SC).
- 29 de maio: Assinatura do tratado de aliança entre Brasil, Montevidéu e as províncias de Entre-Rios e Corrientes, contra os generais Manoel Oribe (Uruguai) e Juan Manuel de Rosas (Argentina), iniciando oficialmente a participação do Brasil nos conflitos da Guerra do Prata.[1]
- 21 de novembro: Guerra do Prata: em Montevidéu, os representantes do Império do Brasil, Uruguai, Entre Rios e Corrientes assinaram um tratado de aliança tendo como objetivo "libertar o povo argentino da opressão que suporta sob o domínio tirânico do Governador Rosas". Os aliados decidiram dividir suas forças em duas: uma multinacional - com a formação do Grande Exército Aliado de Libertação e uma segunda força do Exército Brasileiro.
- 17 de dezembro: Início da Guerra contra Oribe e Rosas na Batalha de Tonelero.

## 1852
- 3 de fevereiro: Batalha de Monte Caseros (Guerra contra Oribe e Rosas). Fim da Guerra contra Oribe e Rosas.
- 11 de maio: Início do gabinete ministerial presidido por Joaquim José Rodrigues Tôrres, visconde de Itaboraí.
- 16 de agosto: Teresina, atual capital do Piauí, é fundada.
- 29 de agosto: Iniciada a construção da primeira ferrovia brasileira, a Estrada de Ferro Mauá, pelo empresário Irineu Evangelista de Souza.

## 1853
- 5 de julho: Pedro II sanciona a Lei que cria o Banco do Brasil, resultante da fusão de dois dos maiores bancos particulares da época: o Comercial do Rio de Janeiro e o Banco do Brasil.
- 29 de agosto: A Província do Paraná é criada.
- 6 de setembro: Início do gabinete ministerial presidido por Honório Hermeto Carneiro Leão, marquês do Paraná.

## 1854
- Sem data: Envio de tropas brasileiras ao Uruguai.
- 25 de março: Inauguração dos primeiros combustores de iluminação a gás no Rio de Janeiro.[1]
- 30 de abril: É inaugurada a primeira ferrovia do país em Petrópolis, Rio de Janeiro.
- 5 de junho: Decreto n. 731, conhecido como Lei Nabuco de Araújo, estabelece as formas de julgamento dos presos sob acusação de tráfico de escravos.

## 1855
- 17 de março: Aracaju, atual capital de Sergipe, é fundada.
- 19 de setembro: A Lei Eleitoral é reformada.

## 1856
- 7 de maio: O Pacto de Navegação é assinado entre o Brasil e a Argentina.[13]
- 2 de julho: O Corpo de Bombeiros é criado no Rio de Janeiro.
- 3 de setembro: Início do gabinete ministerial presidido por Luís Alves de Lima e Silva, marquês de Caxias.
- 24 de dezembro: Revolta dos Parceiros, realizada por colonos suíços trazidos para uma experiência de trabalho sob o sistema de parceria na fazenda de Ibicaba, interior de São Paulo.[1]

## 1857
- 4 de maio: Início do gabinete ministerial presidido por Pedro de Araújo Lima, marquês de Olinda.

## 1858
- Fevereiro: Revolta da Farinha, também chamada de Revolta da Carne sem Osso, de caráter popular, ocorrida em Salvador contra a lei municipal que regulava o comércio da farinha de mandioca.[1]
- 27 de março: A Companhia Estrada de Ferro Dom Pedro II é inaugurada.
- 12 de dezembro: Início do gabinete ministerial presidido por Antônio Paulino Limpo de Abreu, visconde de Abaeté.

## 1859
- 2 de fevereiro: O Tratado definitivo entre Brasil, Argentina e Uruguai, no Rio de Janeiro.
- 10 de agosto: Início do gabinete ministerial presidido por Ângelo Moniz da Silva Ferraz.
- 31 de março: Fim da Praieira, em Pernambuco.

## 1860
- 28 de julho: É criada a Secretaria de Estado dos Negócios da Agricultura, Comércio e Obras Públicas.

## 1861
- 12 de janeiro: A Caixa Econômica da Corte é criada no Rio de Janeiro.
- 2 de março: Início do gabinete ministerial presidido por Luís Alves de Lima e Silva, marquês de Caxias.
- Junho: Naufrágio do navio inglês Prince of Wales no litoral da província de São Pedro do Rio Grande do Sul, cuja carga é saqueada, e o pedido de indenização do embaixador inglês William Dougal Christie, negado pelo governo brasileiro.[1]
- 1 de agosto: Brasil reconhece formalmente o estado de beligerância nos EUA, que atravessava a Guerra da Secessão, reconhecendo os Estados Confederados da América como beligerante.
- 30 de outubro: A última execução de José Pereira de Sousa, condenado pelo júri de Santa Luzia, em Goiás, e enforcado nesta vila.
- 25 de dezembro: Início da Questão Christie.[12]

## 1862
- 28 de janeiro: O Instituto Archeologico e Geographico Pernambucano (IAGP) é fundado.
- 24 de maio: Início do gabinete ministerial presidido por Zacarias de Góes e Vasconcellos.
- 30 de maio: Início do gabinete ministerial presidido por Pedro de Araújo Lima, marquês de Olinda.
- 17 de junho: Marinheiros ingleses são presos por desacato no Rio de Janeiro. O incidente aumenta o clima de tensão nas relações entre os governos brasileiro e britânico. Nos meses seguintes o embaixador William Dougal Christie passa a ordenar retaliações contra o governo brasileiro, dando início à chamada “questão Christie”.
- 26 de junho: O Sistema Métrico Francês é adotado no país.[14]
- 28 de junho: As barcas entre Rio de Janeiro e Niterói, na Baía de Guanabara, é inaugurada.
- 1 de outubro: Lançamento do primeiro número do Diário Oficial do Império do Brasil.[15]
- 31 de dezembro: Esquadra inglesa aprisiona os navios mercantes brasileiros.[12]

## 1863
- Sem data: Rompimento das relações diplomáticas com a Inglaterra, após o conflito criado em torno da Questão Christine.
- 12 de maio: A legislatura da Assembleia Geral é dissolvida por Pedro II.
- 8 de junho: Questão Christie: o rei Leopoldo I da Bélgica, juiz da questão, declarou o Brasil vencedor da disputa.
- 5 de julho: O Brasil rompe as relações diplomáticos com a Inglaterra.[12]

## 1864
- 15 de janeiro: Início do gabinete ministerial presidido por Zacarias de Góes e Vasconcellos.
- 10 de agosto: O Acordo Secreto entre o Brasil e a Argentina é firmado para preparar intervenção militar contra o governo blanco do Uruguai.
- 31 de agosto: Início do gabinete ministerial presidido Francisco José Furtado.
- 7 de outubro: Guerra Civil Americana: o navio da Marinha dos EUA USS Wachusett captura um navio da Confederação CSS Florida no Porto de Salvador.
- 15 de outubro: A princesa Isabel casa-se com o Conde D'Eu.
- 16 de outubro: Início da Guerra contra Aguirre.
- 13 de dezembro: O presidente paraguaio, Solano López, declara guerra ao Brasil. Início da Guerra do Paraguai.
- 15 de dezembro: A princesa Leopoldina casa-se com o Luís Augusto de Saxe-Coburgo-Gota.

## 1865
- 7 de janeiro: Criação dos Voluntários da Pátria e destacamento de contingentes da Guarda Nacional para lutar na Guerra do Paraguai.
- 17 de janeiro: O ministro brasileiro declara guerra ao Solano López do Paraguai.
- 27 de janeiro: Batalha de Jaguarão (Guerra do Uruguai).
- 20 de fevereiro: Fim da Guerra contra Aguirre.
- 1 de maio: Brasil, Uruguai e Argentina assinam o Tratado da Tríplice Aliança contra o Paraguai.
- 12 de maio: Início do gabinete ministerial presidido por Pedro de Araújo Lima, marquês de Olinda.
- 11 de junho: Batalha Naval do Riachuelo (Guerra do Paraguai).
- 10 de julho: Pedro II parte para o cenário da guerra.[12]
- 17 de agosto: Batalha de Jataí (Guerra do Paraguai).
- 18 de setembro: Rendição de Uruguaiana (Guerra do Paraguai).
- 23 de setembro: As relações diplomáticas entre o Brasil e a Inglaterra são reatadas.[12]
- 27 de outubro: Os voluntários imigrantes suíços e alemães alistam para a Guerra do Paraguai.

## 1866
- 2 de maio: Batalha de Estero Bellaco (Guerra do Paraguai).
- 24 de maio: Batalha de Tuiuti (Guerra do Paraguai).
- 30 de maio a 28 de agosto: As juntas de guerra entre os aliados são convocadas.
- 3 de agosto: Início do gabinete ministerial presidido por Zacarias de Góes e Vasconcellos.
- 22 de setembro: Batalha de Curupaiti (Guerra do Paraguai).
- 10 de outubro: Caxias é nomeado para comandante-chefe das tropas brasileiras na Guerra do Paraguai.

## 1867
- Fevereiro e maio: Expulsão das tropas paraguaias da província do Mato Grosso.[1]
- 23 de março: O Tratado de Ayacucho entre o Brasil e a Bolívia é assinado.

## 1868
- 9 de fevereiro: O marechal Luís Alves de Lima e Silva (futuro Duque de Caxias) é nomeado para o comando-geral dos exércitos da Tríplice Aliança.
- 19 de fevereiro: Passagem de Humaitá (Guerra do Paraguai).
- 16 de julho: Início do gabinete ministerial presidido por Joaquim José Rodrigues Torres, visconde de Itaboraí.
- 18 de julho: A legislatura dos deputados da Assembleia Geral é dissolvida por decreto.
- 9 de outubro: A primeira linha de bondes no país é inaugurada, ligando a rua Gonçalves Dias ao Largo do Machado no Rio de Janeiro.
- 6 de dezembro: O marechal Caxias derrota os paraguaios na Batalha da Ponte de Itororó (Guerra do Paraguai).
- 11 de dezembro: Batalha de Avaí (Guerra do Paraguai).

## 1869
- 5 de janeiro: As tropas da Tríplice Aliança entram em Assunção no Paraguai.
- 22 de março: O Conde D'Eu assume o comando das tropas aliadas.[12]
- 15 de agosto: O Governo Provisório é instalado em Assunção.
- 16 de agosto: Batalha de Acosta Ñu (Guerra do Paraguai).

## 1870
- 1 de março: Francisco Solano López, presidente do Paraguai, é morto pelo lanceiro brasileiro Chico Diabo após perder a Batalha de Cerro Corá. Fim da Guerra do Paraguai.
- 8 de abril: O tratado de paz é assinado entre Brasil e Paraguai.
- 9 de setembro: Lei n. 1 829 mandar realizar o recenseamento da população do Império.
- 12 de setembro: A Assembleia Geral rejeita por 54 votos a 21 projeto abolicionista de Teixeira Júnior.
- 29 de setembro: Início do gabinete ministerial presidido por José Antônio Pimenta Bueno, visconde de São Vicente.
- 3 de dezembro: O Manifesto Republicano é publicado pelo primeiro número do periódico A República, no Rio de Janeiro.

## 1871
- 19 de fevereiro: O Imperial Teatro Dom Pedro II é inaugurado no Rio de Janeiro.
- 7 de março: Início do gabinete ministerial presidido por José Maria da Silva Paranhos, visconde do Rio Branco.
- 25 de maio: Início da primeira Regência da Princesa Isabel.
- 20 de setembro: Lei n. 2 033 aprova reforma do Código de Processo Criminal de 1841.[1]
- 28 de setembro: A Lei do Ventre Livre é aprovada pelo Parlamento e liberta os filhos de escravos nascidos.

## 1872
- Sem data: Início da chamada Questão Religiosa, após d. Vital, bispo de Olinda, proibir a participação de padres católicos em cultos maçônicos.[1]
- 9 de janeiro: O Tratado de Loizaga – Cotegipe é assinado entre Brasil e Paraguai, dando fim à Guerra do Paraguai.
- 3 de março: Início da Questão religiosa, um conflito ente Igreja Católica e Maçonaria no país.
- 31 de março: Fim da primeira Regência da Princesa Isabel.
- 22 de maio: D. Pedro II dissolve a Câmara dos Deputados pelo decreto n. 4 965, e convoca outra para se reunir em dezembro deste ano.[1]
- 1 de dezembro: Os deputados da Assembleia Geral fogem da febre amarela no Rio de Janeiro.

## 1873
- 27 de fevereiro: A redação do jornal A República é depredada no Rio de Janeiro.
- 18 de abril: Realização da Convenção de Itu e fundação do Partido Republicano Paulista.

## 1874
- 1 de janeiro: O telégrafo submarino entre Rio de Janeiro, Bahia, Pernambuco e Pará é inaugurado.
- 2 de janeiro: Prisão de d. Vital, bispo de Olinda, que havia proibido a participação de padres em culto maçônicos.[1]
- 25 de março: A Escola Normal do Rio de Janeiro é criada.
- 25 de abril: O registro civil de nascimentos, casamentos e óbitos no país é criado de maneira formal e generalizada com o decreto número 5604.
- 31 de outubro: Início da Revolta do Quebra-Quilos, ocorrida na Paraíba contra a lei que uniformizava o novo sistema de pesos e medidas em todas as províncias.

## 1875
- 4 de janeiro: Fundação do jornal A Província de São Paulo, posteriormente denominado O Estado de S. Paulo.
- 31 de maio: Chegam ao país os 150 imigrantes italianos com o navio Rivadávia.
- 25 de junho: Início do gabinete ministerial presidido por Luís Alves de Lima e Silva, então duque de Caxias.
- 30 de julho e 17 de setembro: Os índios, que podem ser alistados no exército e na armada, são declarados.
- 2 de agosto: O primeiro número da Gazeta de Notícias é publicado no Rio de Janeiro.
- 17 de setembro: D. Pedro II, pelo decreto n. 5 993, concede anistia a d. Vital, bispos e outros eclesiásticos, dando fim à Questão religiosa.
- 20 de outubro: Decreto n. 2 675, conhecido como Lei do Terço, altera a legislação eleitoral do país, promovendo, entre outras, a introdução do título eleitoral.[1]
- 24 de dezembro: A Paróquia de Nossa Senhora da Conceição é criada em Curitibanos, Santa Catarina. Começa o serviço telegráfico entre o Rio de Janeiro e as províncias da Bahia, de Pernambuco e do Pará.[16]

## 1876
- 26 de março: Início da segunda Regência da Princesa Isabel, aos 30 anos.
- 28 de abril: O escravo negro Francisco é enforcado em praça pública na cidade de Pilar das Alagoas e torna-se a última pessoa a receber a pena de morte no Brasil.
- 25 de junho: Pedro II testando o telefone na Exposição do Centenário, Filadélfia, Estados Unidos exclama diante do inventor Alexandre Graham Bell: Meu Deus, isto fala!.

## 1877
- sem data: Início de um período de grande seca em regiões do atual Nordeste do país, que se estende até 1879 e provoca milhares de mortes.[1]
- 25 de setembro: Fim da segunda Regência da Princesa Isabel.
- 29 de novembro: A primeira estação telefônica do país é inaugurada no Rio de Janeiro.
- 17 de dezembro: A Escola de Belas Artes da Bahia é inaugurada.

## 1878
- 5 de janeiro: Início do gabinete ministerial presidido por João Lins Vieira Cansanção de Sinimbu.
- 17 de fevereiro: A linha telegráfica entre Fortaleza e Aracati é inaugurada.
- 11 de abril: D. Pedro II dissolve a Câmara dos Deputados pelo decreto n. 6 880, e convoca outra para se reunir em dezembro deste ano.[1]
- 8 de julho: Início do Congresso agrícola organizado pelo governo no Rio de Janeiro, que reúne agricultores para tratar dos problemas da lavoura nacional, incluindo a questão da imigração.[1]
- 20 de julho: A revista O Besouro publica as primeiras fotos da imprensa brasileira.

## 1879
- 19 de abril: O decreto n. 7 247 reforma o sistema educacional brasileiro, declara livre o ensino primário, secundário e superior, permite às mulheres o acesso às universidades e cria a Escola Normal.[1]
- 28 de dezembro: Início da Revolta do Vintém, após aprovação de um imposto sobre o preço da passagem de bonde, marcada por protestos que perduram até janeiro do ano seguinte na capital do Império.

## 1880
- 10 de março: O corpo de bombeiros de São Paulo é fundado.
- 28 de março:  Início do gabinete ministerial presidido por José Antônio Saraiva.
- 9 de junho: A Sociedade Brasileira Contra a Escravidão é fundada por Joaquim Nabuco.
- 5 de setembro: Assinatura do primeiro Tratado de Amizade, Comércio e Navegação entre Brasil e China.[1]
- 7 de setembro: A Sociedade Brasileira Contra a Escravidão é fundada por Joaquim Nabuco, André Rebouças e outros abolicionistas.
- 24 de dezembro: O Clube da Engenharia é fundado no Rio de Janeiro.
- 17 de dezembro: Tráfico dos escravos entre estados é proibido.

## 1881
- 9 de janeiro: A legislação eleitoral é reformada.
- 30 de junho: D. Pedro II dissolve a Câmara dos Deputados pelo decreto n. 8 153, e convoca outra para se reunir em dezembro deste ano.[1]
- 10 de dezembro: É fundada a Policlínica Geral do Rio de Janeiro.
- 17 de dezembro: A Biblioteca do Exército é criada pelo conselheiro Franklin Américo de Menezes Dória no Rio de Janeiro.

## 1882
- 21 de janeiro: Início do gabinete ministerial presidido por Martinho Álvares da Silva Campos.
- 3 de junho: Início do gabinete ministerial presidido por João Lustosa da Cunha Paranaguá, visconde de Paranaguá.
- 4 de novembro: Lei n. 3 150 regula e oferece maiores liberdades para o estabelecimento de companhias e sociedades anônimas.[1]

## 1883
- 1 de janeiro: A cidade de Acarapé torna-se a primeira a libertar a escravidão.
- 11 de fevereiro: O serviço local de telefone é inaugurado em Fortaleza, Ceará.
- 9 de maio: Fundação da Confederação Abolicionista.
- 24 de maio: Início do gabinete ministerial presidido por Lafayette Rodrigues Pereira.
- 7 de junho: Lançado o encouraçado brasileiro Riachuelo ao mar.
- 30 de setembro: Na cidade de Mossoró, na província do Rio Grande do Norte, a escravidão é abolida graças à iniciativa do comerciante Joaquim Mendes, que faz a primeira abolicionista em 1882.
- 30 de novembro: A Escola Prática de Torpedos é criada no Rio de Janeiro.

## 1884
- 25 de março: O Ceará é o primeiro estado brasileiro a abolir a escravatura.
- 6 de junho: Início do gabinete ministerial presidido por Manuel Pinto de Sousa Dantas.
- 10 de julho: Abolição dos escravos na província do Amazonas.
- 3 de setembro: D. Pedro II dissolve a Câmara dos Deputados pelo decreto n. 9 270, e convoca outra para se reunir em março de 1885.[1]
- 7 de setembro: Os últimos escravos brasileiros são libertados em Porto Alegre (Rio Grande do Sul).
- 9 de outubro: É inaugurada a Estrada de Ferro do Corcovado no Rio de Janeiro.

## 1885
- 6 de maio: Início do gabinete ministerial presidido por José Antônio Saraiva.
- 20 de agosto: Início do gabinete ministerial presidido por João Maurício Wanderley, barão de Cotejipe.
- 26 de setembro: D. Pedro II dissolve a Câmara dos Deputados pelo decreto n. 9 500, e convoca outra para se reunir em maio de 1886.[1]
- 28 de setembro: É promulgada a Lei Saraiva-Cotegipe, também conhecida como Lei dos Sexagenários, que liberta os escravos no país com mais de 65 anos.

## 1886
- 14 de fevereiro: A Sociedade Médico-Cirúrgica é fundada no Rio de Janeiro.
- 27 de março: A Comissão Geográfica e Geológica de São Paulo é criada.
- 2 de julho: A Sociedade Promotora de Imigração é criada em São Paulo.
- 23 de julho: A República de Cunani, localizada no atual Amapá, é proclamada.

## 1887
- Sem data: Imperial Instituto Agrícola é fundado em Campinas.
- Fevereiro: Revogação do ato que proibia os militares de se manifestarem através da imprensa.[1]
- 26 de junho: O Clube Militar é fundado no Rio de Janeiro.
- 30 de junho: Início da terceira Regência da Princesa Isabel.
- 20 de outubro: As terras indígenas das aldeias extintas são transferidas ao domínio das províncias.

## 1888
- 10 de março: Início do gabinete ministerial presidido por João Alfredo Correia de Oliveira.
- 12 de maio: A Câmara dos Deputados aprova a Lei Áurea.
- 13 de maio: A Assembleia Geral decreta a Lei Áurea, e a Princesa Isabel a sanciona.
- 22 de agosto: Fim da terceira Regência da Princesa Isabel.
- Setembro: Aprovação, pelo ministro da Justiça, dos estatutos do Instituto dos Advogados Brasileiros.[1]

## 1889
- 6 de maio: O Colégio Militar do Rio de Janeiro é fundado.
- 7 de junho: Início do gabinete ministerial presidido por Afonso Celso de Assis Figueiredo, visconde de Ouro Preto.
- 15 de junho: D. Pedro II dissolve a Câmara dos Deputados pelo decreto n. 10 251, e convoca outra para se reunir em novembro deste ano.[1]
- 15 de julho: Pedro II sofre atentado ao sair de uma apresentação teatral no Rio de Janeiro. A foz do Rio Iguaçu é descoberta.
- 5 de novembro: Decreto n. 10 423 promulga o Tratado assinado em 7 de setembro, que resolveu questões de limites pendentes entre Brasil e Argentina.[1]
- 9 de novembro: A primeira demonstração do fonógrafo é feita no Rio de Janeiro.
- 9 de novembro: Ocorre o Baile da Ilha Fiscal, em homenagem aos oficiais do navio chileno Almirante Cochrane, e os republicanos se reúnem no Clube Militar do Rio.
- 15 de novembro: A República do Brasil é proclamada.
- 5 de dezembro: Pedro II chega a Lisboa após o fim do Império brasileiro.